# Raffaele Rossi
Raffaele Rossi (Sant'Arsenio, 24 de julho de 1938 – Embu-Guaçu, 27 de outubro de 2007) foi um cineasta e roteirista ítalo-brasileiro, conhecido por sua atuação no cinema erótico brasileiro, especialmente durante as décadas de 1970 e 1980. 
Chegou ao Brasil em 1954 e iniciou sua trajetória no meio cinematográfico trabalhando como projecionista e vendendo equipamentos de cinema. Sua estreia como diretor aconteceu em 1971, com o filme O Homem Lobo, no qual também atuou e assinou o roteiro.
Rossi é frequentemente associado à chamada Boca do Lixo, região central de São Paulo marcada pela intensa produção de filmes populares e de baixo orçamento. Apesar de não estar diretamente inserido no núcleo principal do movimento, ele se beneficiava das conexões e da estrutura local para realizar suas produções.
Entre seus filmes mais notórios está Coisas Eróticas (1981), considerado o primeiro filme brasileiro com cenas de sexo explícito a ser lançado comercialmente nos cinemas, e sua sequência Coisas Eróticas II (1984). Outros títulos de sua filmografia incluem A Gata Devassa (1974), Seduzidas Pelo Demônio (1978) e Gemidos e Sussurros (1987).
Embora tenha sido amplamente desprezado pela crítica na época, Rossi tem sido reavaliado por pesquisadores e críticos especializados no chamado "paracinema" — um campo de estudo voltado a produções consideradas de má qualidade, mas que adquirem status cult. Alguns o comparam ao cineasta americano Ed Wood.
Raffaele Rossi faleceu em 27 de outubro de 2007, aos 69 anos, em Embu-Guaçu, São Paulo, em decorrência do mal de Alzheimer.

## Filmografia
| Ano  | Título                              | Função(ões)                                 |
| ---- | ----------------------------------- | ------------------------------------------- |
| 1971 | O Homem Lobo                        | Diretor, Roteirista, Produtor, Editor, Ator |
| 1973 | Pedro Canhoto, o Vingador Erótico   | Diretor, Roteirista                         |
| 1973 | O Poderoso Garanhão                 | Diretor de Fotografia                       |
| 1974 | A Gata Devassa                      | Diretor, Roteirista, Produtor               |
| 1975 | Seduzidas pelo Demônio              | Diretor, Roteirista, Produtor               |
| 1976 | Pura Como Um Anjo, Será... Virgem?  | Diretor, Roteirista                         |
| 1978 | Roberta, a Moderna Gueixa do Sexo   | Diretor, Roteirista                         |
| 1978 | João de Barro                       | Diretor, Roteirista, Produtor               |
| 1979 | Uma Cama para Sete Noivas           | Diretor, Roteirista                         |
| 1981 | Boneca Cobiçada                     | Diretor, Roteirista                         |
| 1981 | A Casa de Irene                     | Diretor, Roteirista                         |
| 1982 | Coisas Eróticas                     | Diretor, Roteirista, Produtor               |
| 1982 | Coisas Eróticas II                  | Diretor, Roteirista                         |
| 1987 | Gemidos e Sussurros                 | Diretor, Roteirista, Produtor               |
| 2013 | A Primeira Vez do Cinema Brasileiro | Participação (imagens de arquivo)           |